# Ермолинский (посёлок)
Ермолинский — посёлок в Черноземельском районе Калмыкии, в составе Артезианского сельского муниципального образования. Посёлок расположен более чем в 55 км к северу от посёлка Артезиан. Ближайший населённый пункт — посёлок Нарын-Худук расположен в 15 км к западу от Ермолинского.

## История
Дата основания населённого пункта не установлена. Впервые обозначен на топографической карте 1984 года. Предположительно основан во второй половине XX века. На топографических картах 1985 и 1989 годов посёлок обозначен как ферма № 4 совхоза имени Ворошилова.

## Население
| 2002 | 2010 | 2012 |
| ---- | ---- | ---- |
| 146  | ↘15  | ↗32  |

Национальный состав
Согласно результатам переписи 2002 года большинство населения посёлка составляли даргинцы (88 %).